# Чайна-таун (Оттава)

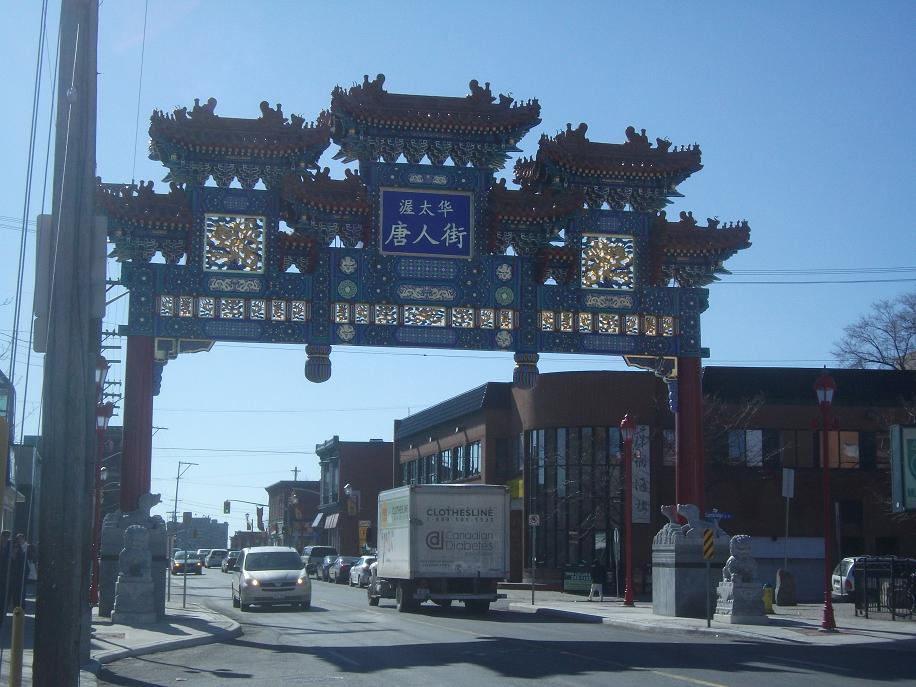
Ворота, сооружённые на въезде в Чайнатаун при содействии Посольства КНР в 2010 г.

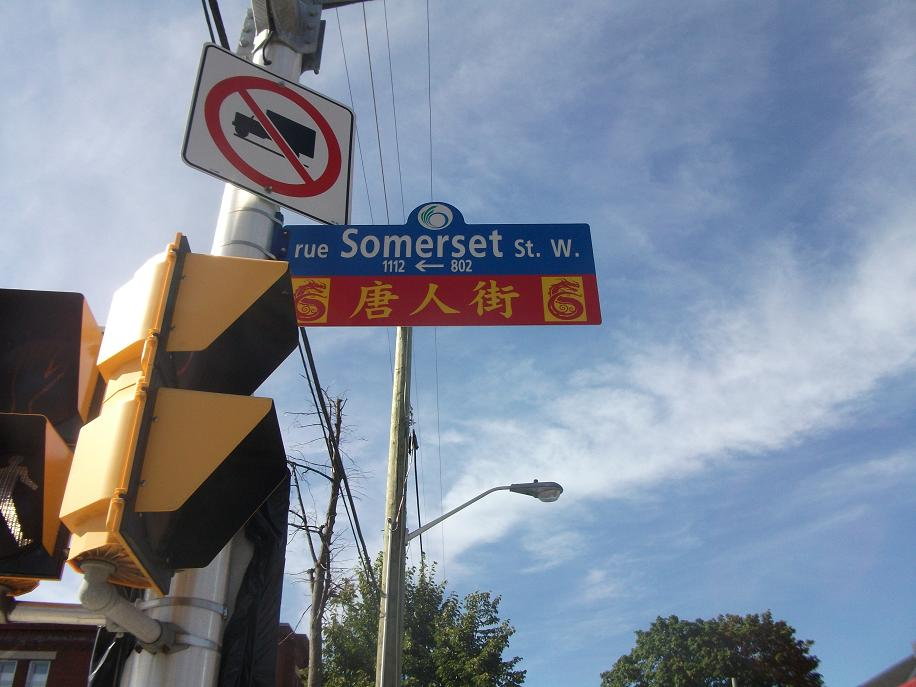
Вывески на Сомерсет-стрит часто дублируются на китайском языке.

Чайнатаун в столице Канады г. Оттава расположен вдоль Западной Сомерсет-стрит в центре города (район Сентертаун-Уэст). Восточной границей является Бэй-стрит, а западной Рочестер-стрит. Границы достаточно неформальны, так как азиатские рестораны и магазины, характерные для Чайнатауна, встречаются и на примыкающих территориях. Южным «соседом» Чайнатауна является Маленькая Италия.
Строго говоря, оттавский Чайнатаун является не местом компактного проживания выходцев из Азии, а скорее культовым местом города, где чаще, чем где-либо, встречаются магазины восточных товаров и рестораны азиатской кухни. Помимо китайских, почти так же часто встречаются вьетнамские вывески, иногда корейские, японские и таиландские.